# Tanacetum yabrudae
Tanacetum yabrudae là một loài thực vật có hoa trong họ Cúc. Loài này được Charpin & Dittrich miêu tả khoa học đầu tiên năm 1983.